# Lara Croft: Tomb Raider
Lara Croft: Tomb Raider (hoặc đơn giản Tomb Raider) là một phim phiêu lưu Mỹ sản xuất năm 2001, chuyển thể từ dòng trò chơi Tomb Raider. Đạo diễn bởi Simon West, bộ phim có sự tham gia của Angelina Jolie trong vai Lara Croft, ra mắt ngày 15 tháng 6 năm 2001 tại Mỹ. Bộ phim đạt được thành công thương mại, nhưng không nhận được nhiều ý kiến khen ngợi từ giới phê bình. Bộ phim sau đó trở thành bản chuyển thể game-thành-phim ăn khách nhất, cho đến 16 tháng 6 năm 2010, kỷ lục được phá vỡ bởi Prince of Persia: The Sands of Time, thu về $335 triệu toàn cầu đến ngày 10 tháng 10 năm 2010.
Phần tiếp theo, Lara Croft Tomb Raider: The Cradle of Life, được phát hành vào năm 2003.

## Cast
- Angelina Jolie vai Lady Lara Croft
- Daniel Craig vai Alex West
- Jon Voight vai Lord Richard Croft
- Iain Glen vai Manfred Powell
- Noah Taylor vai Bryce
- Richard Johnson vai Quý ông
- Chris Barrie vai Hillary
- Julian Rhind-Tutt vai Mr. Kinh
- Leslie Phillips vai Wilson
- Henry Wyndham vai Boothby's Auctioneer
- Olegar Fedoro vai Russian Commander